# Jasper van ’t Hof
Jasper van ’t Hof (ur. 30 czerwca 1947 w Enschede, Overijssel, Holandia) – holenderski pianista jazzowy, grający również na fortepianie elektrycznym i organach.

## Życiorys
Urodził się w rodzinie muzyków: jego ojciec był trębaczem jazzowym, a matka pianistką i śpiewaczką. Gry na fortepianie uczył się już jako pięciolatek, jednak nie kończył żadnej szkoły muzycznej; całą wiedzę i umiejętności zdobył w trakcie prywatnego kształcenia. Mając lat 14 skomponował swój pierwszy utwór i na poważnie zainteresował się jazzem. Grał w szkolnych zespołach jazzowych, a w wieku 19. lat występował (i bywał nagradzany) na różnych festiwalach jazzowych. Grał często wspólnie z niemieckimi
muzykami: gitarzystą Toto Blanke’em i basistą Sigi'm Buschem. Kiedy w 1969 dołączył do nich holenderski perkusista Pierre Courbois powstała jazz-rockowa grupa, którą nazwali Association P.C. Basistę Sigi Buscha zastępował w niej czasem Holender Peter Krijnen. Dużym sukcesem był występ na festiwalu Berlin Jazztage w 1971, gdzie zagrali obok grupy The Tony Williams Lifetime Tony’ego Williamsa (z Johnem McLaughlinem i Larrym Youngiem w składzie). Association P.C. koncertowała w Europie grając wysokiej jakości połączenie jazzu i rocka. W 1973 Jasper van ’t Hof opuścił jednak zespół. Zafascynowany nowymi możliwościami, jakie dla instrumentów klawiszowych i ich brzmienia stwarzała elektronika, miał inne plany niż założona przez niego grupa.
Przez kolejne lata jednocześnie koncertował ze znanymi muzykami (m.in. w zespołach The Chris Hinze Combination, Sincerely P.T. Petera Trunka, New Jazz Trio Manfreda Schoofa, Piano Conclave George’a Gruntza oraz z Archie Sheepem, Stu Martinem, Alphonse Mouzonem, Janem Akkermanem), grał w różnych, zakładanych najczęściej przez siebie, zespołach i występował jako solista.
W 1973 nawiązał kontakt z gitarzystą Philipem Catherine. Przez pewien czas koncertował z Jean-Luc Ponty Experience. Współpraca z basistą Peterem Trunkiem kończy się założeniem w Monachium grupy występującej czasem pod nazwą Peter Trunk Quintet (albo Sextet). W jej składzie byli Manfred Schoof, Joe Nay i Sigi Schwab i oczywiście Jasper van ’t Hof; a przez jakiś czas jako perkusista grał z nimi Udo Lindenberg.
W 1973 założył zespół Pork Pie, w skład którego wchodzili jeszcze: Charlie Mariano – saksofon, Philip Catherine – gitara, Aldo Romano – perkusja i Jean-François Jenny-Clark – kontrabas (który zastąpił grającego na początku kontrabasistę Henriego Texiera).
W 1974 nagrał płytę Eye-ball, do pracy nad którą zaprosił polskiego skrzypka Zbigniewa Seiferta.
Pierwszy solowy album The Self Kicker nagrał w 1976.
Inne zespoły, do których dołączał (czasem na krótko) lub współtworzył van ’t Hof, to:
- Eyeball, w skład którego wchodzili m.in. Didier Lockwood i saksofonista Bob Malach,
- Face To Face, w którym grali duński basista Bob Stief i saksofonista Ernie Watts,
- Netherlands Quartet,
- Pili Pili, grające jazz połączony z muzyką popową i etniczną (w którym obok całego zestawu afrykańskich instrumentów perkusyjnych wykorzystywane były komputery i gdzie, między innymi, zaczynała swą karierę pochodząca z Afryki piosenkarka Angélique Kidjo). Inni członkowie Pili Pili to: Marion Klein (perkusja), basista Frank Itt i trębacz Eric Vloeimans.

W 1992 Jasper van ’t Hof, Philip Catherine, Charlie Mariano i jako nowy członek – Don Alias, reaktywowali zespół Pork Pie.
W 2005 powstaje nowy zespół Jaspera van ’t Hofa - HotLips.
Jasper Van 't Hof to jeden z aktywniejszych europejskich muzyków jazzowych. W czasie swej artystycznej kariery grał na instrumentach klawiszowych z wieloma zespołami i innymi muzykami, lecz najbardziej znany jest ze swoich występów solowych.
W 1982 Van 't Hof otrzymał Nagrodę Edisona, a w 1997 nagrodzono go „The Bird Award Nederland”.

## Jasper van ‘t Hof w Polsce
Jasper van ‘t Hof wielokrotnie gościł w Polsce:
- we wrześniu 2002 na 18. Międzynarodowych Głogowskich Spotkaniach Jazzowych grał koncert „Together Again”[1]. „Znowu razem” grali: Jasper van ‘t Hof – keyboard, Bob Malach – saksofon, Alphonse Mouzon – perkusja i Miroslav Vitouš – kontrabas.
- w 2004 był w Rybniku na 19. Silesian Jazz Meeting[2], gdzie Krzysztof Popek (flet) zorganizował okazjonalny International Sekstet, w skład którego weszli jeszcze Piotr Wojtasik (trąbka), Piotr Baron (saksofony), Ed Szuller (kontrabas, USA), John Betsch (perkusja, USA) oraz Jasper van ’t Hof (fortepian).
- w 2006 był gościem Jazzu na Starówce w Warszawie z International Edition Quintet[3]
- w 2007 był gościem Jazzu na Starówce w Warszawie ze swoim zespołem HotLips[4]
- w listopadzie 2008 na Festiwalu Pianistów Jazzowych w Kaliszu, Jasperowi van ’t Hofowi towarzyszył Bob Malach (saksofon tenorowy)[5].
- w listopadzie 2009 był w Krakowie na Dniach Seiferta[6], razem z pianistą Joachimem Kuhnem i gitarzystą Philipem Catherine (oni również kiedyś grali ze Zbigniewem Seifertem).

## Dyskografia
- 1971 Sun Rotation – w Association P.C.
- 1974 Eye-ball (z udziałem: Zbigniewa Seiferta, Wima Overgaauwa)
- 1974 Transitory – w Pork Pie
- 1976 Eli – (LP Jana Akkermana)
- 1976 The Self Kicker
- 1976 The Door Is Open – w Pork Pie
- 1976 Man of the Light – (gościnnie na płycie Zbigniewa Seiferta)
- 1984 Pili Pili – w Pili Pili
- 1987 Jakko – w Pili Pili
- 1989 Be In Two Minds – w Pili Pili
- 1990 Hotel Babo – w Pili Pili
- 1992 Stolen Moments – w Pili Pili
- 1996 Operanoïa – w Pork Pie
- 2001 Brutto Tempo – Jasper van ’t Hof, Charlie Mariano, Steve Swallow
- 2003 Axioma, Piano Solo
- 2005 Neverneverland – w Hotlips
- 2009 The Great Concert – Charlie Mariano with Philip Catherine and Jasper van ’t Hof